# LIVE COLLECTION 1984-2010 〜あの頃へ〜
『LIVE COLLECTION 1984-2010 〜あの頃へ〜』(ライブ・コレクション 1984-2010 〜あのころへ〜)は日本のロックバンド安全地帯のライブ・ビデオ。

## 概要
ライブ・ビデオとしては2020年発売の『安全地帯 IN 甲子園球場「さよならゲーム」』より約3年ぶりとなる。
本作は過去に発売されたライブ・ビデオ『安全地帯ライヴ'84サマーツアーより We're ALIVE』、『ONE NIGHT THEATER 横浜スタジアム・ライブ1985』、『To me 安全地帯LIVE』、『安全地帯ドキュメント I LOVE YOUからはじめよう 日本武道館ライブ』、『安全地帯 “完全復活” コンサートツアー2010　Special at 日本武道館 〜Start & Hits〜「またね…。」』
の5つのライブ映像を収録している。
本作はNHKエンタープライズが開発した技術により映像美と、オーディオトラックがニューヨークにて株式会社レフトブレイン監修の元で最新のレストアとリマスタリングが施されているのだと言う。また、2019年に開催されたスタジアム・ライブ『安全地帯 IN 甲子園球場「さよならゲーム」』より「We're alive」の映像の様子が公式YouTubeにて公開がなされた。

## 収録曲

### Disc.1
安全地帯ライヴ'84サマーツアーより We're ALIVE
1. エンドレス
2. ラスベガス・タイフーン
3. エイジ
4. 置き手紙
5. 真夏のマリア
6. 眠れない隣人
7. マスカレード
8. ワインレッドの心
9. 真夜中すぎの恋
10. オン・マイ・ウェイ
11. あなたに
12. We’re alive

### Disc.2
ONE NIGHT THEATER
1. Lazy Daisy
2. We're alive
3. 萠黄色のスナップ
4. 風
5. Kissから
6. Inst #1
7. Inst #2
8. ワインレッドの心
9. yのテンション
10. 瞳を閉じて
11. エクスタシー
12. ノーコメント
13. 彼女は何かを知っている
14. マスカレード
15. 碧い瞳のエリス
16. 恋の予感
17. あなたに
18. 熱視線
19. 真夜中すぎの恋
20. 悲しみにさよなら
21. エンディング

### Disc.3
To me 安全地帯LIVE
1. パーティー
2. ふたりで踊ろう
3. 銀色のピストル
4. 好きさ
5. あのとき・・・
6. じれったい
7. こしゃくなTEL
8. 眠れない隣人
9. 熱視線
10. どーだい
11. Friend
12. ほほえみ
13. 今夜はYES
14. 夢になれ
15. To me
16. 悲しみにさよなら
17. ゆびきり

### Disc.4
安全地帯ドキュメント I LOVE YOUからはじめよう
1. 夢のつづき(BGM)
2. We’re Alive
3. どーだい
4. 微笑みに乾杯
5. パレードがやってくる
6. 声にならない
7. 見上げてごらん夜の星を
8. 星空におちた涙
9. 悲しきコヨーテ
10. No Problem
11. All I Do
12. じれったい
13. Too Late Too Late
14. 真夜中すぎの恋
15. I Love Youからはじめよう
16. 夢のつづき(BGM)

### Disc.5
安全地帯”完全復活”コンサートツアー2010 Special at 日本武道館〜Starts ＆ Hits〜「またね…。」
1. じれったい
2. 熱視線
3. 好きさ
4. プルシアンブルーの肖像
5. 銀色のピストル
6. マスカレード
7. 真夜中すぎの恋
8. 月に濡れたふたり
9. 蒼いバラ
10. ワインレッドの心
11. 恋の予感
12. 碧い瞳のエリス
13. Friend
14. 夏の終りのハーモニー
15. To me
16. ほゝえみ
17. かあさんの歌 - あの頃へ
18. Lonely Far
19. どーだい
20. We’re alive
21. 夢になれ
22. 雨
23. オレンジ
24. ひとりぼっちのエール
25. I Love Youからはじめよう
26. 悲しみにさよなら